# Децим Юний Брут (консул 77 пр.н.е.)
Вижте пояснителната страница за други личности с името Децим Юний Брут.
Децим Юний Брут (на латински: Decimus Iunius Brutus; * 120 пр.н.е.; † 63 пр.н.е.) е римски политик от 1 век пр.н.е.

## Биография
Син е на Децим Юний Брут Калаик (консул 138 пр.н.е.) и Клодия. Баща е на Децим Брут, който е осиновен от Авел Постум Албин (консул 99пр.н.е.).
През 100 пр.н.е. е актив против Луций Апулей Сатурнин. През 77 пр.н.е. е избран за консул заедно с Мамерк Емилий Лепид Ливиан.
През 63 пр.н.е. по време на катилинския заговор e още жив, когато съпругата му Семпрония (вероятно дъщреря на Гай Семпроний Гракх) в негово отсъствие подпомага заговорниците.
Брут е съдебен оратор и с латинско и гръцко образование. Неговият син Децим Юний Брут Албин е в групата на заговорниците против Гай Юлий Цезар през 44 пр.н.е.